# Großsteingräber bei Waddekath
Die Großsteingräber bei Waddekath waren fünf oder sechs megalithische Grabanlagen der jungsteinzeitlichen Tiefstichkeramikkultur bei Waddekath, einem Ortsteil von Diesdorf im Altmarkkreis Salzwedel, Sachsen-Anhalt. Alle wurden im 19. Jahrhundert zerstört.

## Lage
Die Gräber lagen westlich von Diesdorf auf dem Gebiet des Dorfes Waddekath.

## Forschungsgeschichte
Erstmals dokumentiert wurden die Anlagen 1842 durch Johann Friedrich Danneil, der aber nur eines näher beschreiben konnte und feststellen musste, dass vier weitere Gräber bereits vollständig zerstört worden waren. Mehrere weitere Gräber unbekannter Zahl waren bereits damals zerstört. Bei einer erneuten Aufnahme der Großsteingräber der Altmark mussten Eduard Krause und Otto Schoetensack in den 1890er Jahren feststellen, dass auch das fünfte Grab in der Zwischenzeit im Zuge der Separation vollständig abgetragen worden war. Die mögliche Existenz eines sechsten Grabes ist nur durch die Bezeichnung „hinter den Hünengräbern“ auf einem historischen Messtischblatt belegt.

## Beschreibung
Das einzige 1842 noch vorhandene Grab bestand zu diesem Zeitpunkt nur noch aus einer bereits beschädigten Grabkammer. Diese hatte eine Länge von 2,5 m und eine Breite von 1,3 m. Decksteine war nicht mehr vorhanden. Bei einer größeren Zahl kleiner Steine könnte es sich aber um die Bruchstücke gesprengter Decksteine gehandelt haben. Aufgrund ihrer geringen Größe dürfte die Kammer als Urdolmen oder als kleiner erweiterter Dolmen anzusprechen sein.